# Gazost
Gazost (prononcé : [ɡazɔst]) est une commune française située dans le centre du département des Hautes-Pyrénées, en région Occitanie. Sur le plan historique et culturel, la commune est dans la province du Lavedan, partie sud-occidentale de la Bigorre et constituée d'un ensemble de sept vallées en amont de la ville de Lourdes.
Exposée à un climat de montagne, elle est drainée par le Nès et par divers autres petits cours d'eau. La commune possède un patrimoine naturel remarquable composé de quatre zones naturelles d'intérêt écologique, faunistique et floristique.
Gazost est une commune rurale qui compte 129 habitants en 2022, après avoir connu un pic de population de 573 habitants en 1866. Elle fait partie de l'aire d'attraction de Lourdes. Ses habitants sont appelés les Gazostais ou  Gazostaises.

## Géographie

### Localisation
La commune de Gazost se trouve dans le département des Hautes-Pyrénées, en région Occitanie.
Elle se situe à 23 km à vol d'oiseau de Tarbes, préfecture du département, à 9 km d'Argelès-Gazost, sous-préfecture, et à 8 km de Lourdes, bureau centralisateur du canton de Lourdes-2 dont dépend la commune depuis 2015 pour les élections départementales.
La commune fait en outre partie du bassin de vie de Lourdes.
Les communes les plus proches sont : 
Ourdon (1,9 km), Ourdis-Cotdoussan (2,0 km), Cheust (2,2 km), Juncalas (2,5 km), Ousté (2,6 km), Berbérust-Lias (3,4 km), Saint-Créac (4,0 km), Sère-Lanso (4,2 km).
Sur le plan historique et culturel, Gazost fait partie de la province historique du Lavedan, partie sud-occidentale de la Bigorre et constitué d'un ensemble de sept vallées en amont de la ville de Lourdes. Historiquement, elle  fait partie de la province de Gascogne, et plus particulièrement du comté de Bigorre. La commune est dans la vallée de Castelloubon qui regroupe douze communes,.
L'intersection du 43e parallèle nord et du méridien de Greenwich se trouve sur le territoire de la commune (voir le Degree Confluence Project).
Gazost est limitrophe de dix autres communes dont Cheust au nord par un simple quadripoint à la  Fontaine de Chou, et Germs-sur-l'Oussouet à l'est aussi par un quadripoint.

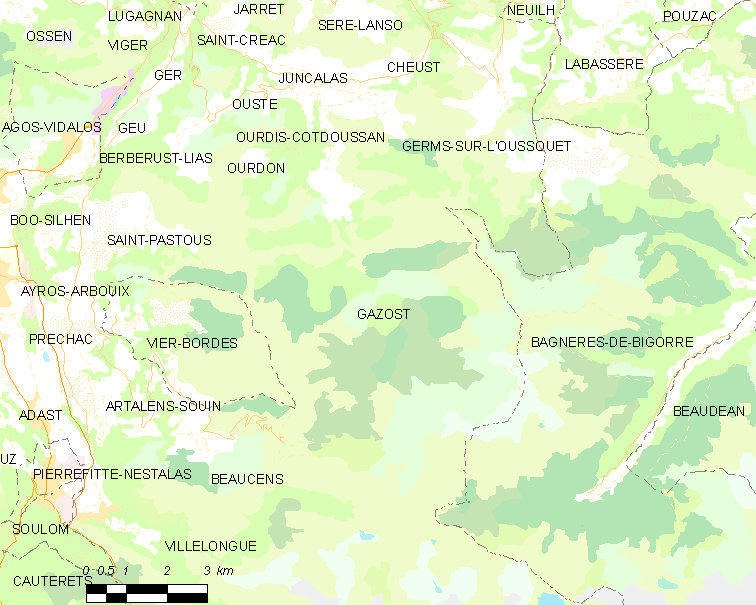
Carte de la commune de Gazost et des proches communes.

| Ourdon, Berbérust-Lias | Juncalas, Cheust | Ourdis-Cotdoussan, Germs-sur-l'Oussouet |
| Saint-Pastous          | Gazost           | Bagnères-de-Bigorre                     |
| Vier-Bordes            | Beaucens         |                                         |

### Hydrographie
La commune est dans le bassin de l'Adour, au sein du bassin hydrographique Adour-Garonne. Elle est drainée par le Nès, le Hourquet, le ruisseau Cazajoux, le ruisseau de Bernède, le ruisseau de Bigaloume, le ruisseau de Cadusses, le ruisseau de Courtalet, le ruisseau de Dosse, le ruisseau de Habouse, le ruisseau de Hounteyde, le ruisseau de Las Courbes, le ruisseau de Lia, le ruisseau de Merlans, le ruisseau de nabias, et par divers petits cours d'eau, constituant un réseau hydrographique de 52 km de longueur totale,.
Le Nès, d'une longueur totale de 15,7 km, prend sa source dans la commune de Beaucens et s'écoule vers le nord. Il traverse la commune et se jette dans le gave de Pau à Lugagnan, après avoir traversé sept communes.

### Climat
Le climat qui caractérise la commune est qualifié, en 2010, de « climat de montagne », selon la typologie des climats de la France qui compte alors huit grands types de climats en métropole. En 2020, la commune ressort du même type de climat dans la classification établie par Météo-France, qui ne compte désormais, en première approche, que cinq grands types de climats en métropole. Pour ce type de climat, la température décroît rapidement en fonction de l'altitude. On observe une nébulosité minimale en hiver et maximale en été. Les vents et les précipitations varient notablement selon le lieu.
Les paramètres climatiques qui ont permis d’établir la typologie de 2010 comportent six variables pour les températures et huit pour les précipitations, dont les valeurs correspondent à la normale 1971-2000. Les sept principales variables caractérisant la commune sont présentées dans l'encadré ci-après.
| Paramètres climatiques communaux sur la période 1971-2000 - Moyenne annuelle de température : 10,7 °C - Nombre de jours avec une température inférieure à −5 °C : 5,5 j - Nombre de jours avec une température supérieure à 30 °C : 4,1 j - Amplitude thermique annuelle : 14,4 °C - Cumuls annuels de précipitation : 1 264 mm - Nombre de jours de précipitation en janvier : 10,9 j - Nombre de jours de précipitation en juillet : 9,8 j |

Avec le changement climatique, ces variables ont évolué. Une étude réalisée en 2014 par la direction générale de l'Énergie et du Climat complétée par des études régionales prévoit en effet que la  température moyenne devrait croître et la pluviométrie moyenne baisser, avec toutefois de fortes variations régionales. Ces changements peuvent être constatés sur la station météorologique de Météo-France la plus proche, « Ayros-Arbouix », sur la commune d'Ayros-Arbouix, mise en service en 1982 et qui se trouve à 7 km à vol d'oiseau,, où la température moyenne annuelle est de 12,7 °C et la hauteur de précipitations de 1 031,4 mm pour la période 1981-2010.
Sur la station météorologique historique la plus proche, « Tarbes-Lourdes-Pyrénées », sur la commune d'Ossun, mise en service en 1946 et à 17 km, la température moyenne annuelle évolue de 12,2 °C pour la période 1971-2000, à 12,6 °C pour 1981-2010, puis à 12,9 °C pour 1991-2020.

### Milieux naturels et biodiversité
L’inventaire des zones naturelles d'intérêt écologique, faunistique et floristique (ZNIEFF) a pour objectif de réaliser une couverture des zones les plus intéressantes sur le plan écologique, essentiellement dans la perspective d’améliorer la connaissance du patrimoine naturel national et de fournir aux différents décideurs un outil d’aide à la prise en compte de l’environnement dans l’aménagement du territoire.
Deux ZNIEFF de type 1 sont recensées sur la commune :
les « massifs du Montaigu et de Hautacam » (5 411 ha), couvrant 7 communes du département et 
le « réseau hydrographique des Angles et du Bénaquès » (260 ha), couvrant 35 communes du département
et deux ZNIEFF de type 2, : 
- les « coteaux et vallons des Angles et du Bénaquès » (12 879 ha), couvrant 45 communes du département[26] ;
- le « massif du Monné, vallée de l'Oussouet » (6 955 ha), couvrant 11 communes du département[27].

## Urbanisme

### Typologie
Au 1er janvier 2024, Gazost est catégorisée commune rurale à habitat très dispersé, selon la nouvelle grille communale de densité à sept niveaux définie par l'Insee en 2022.
Elle est située hors unité urbaine. Par ailleurs la commune fait partie de l'aire d'attraction de Lourdes, dont elle est une commune de la couronne,. Cette aire, qui regroupe 45 communes, est catégorisée dans les aires de moins de 50 000 habitants,.

### Occupation des sols
L'occupation des sols de la commune, telle qu'elle ressort de la base de données européenne d’occupation biophysique des sols Corine Land Cover (CLC), est marquée par l'importance des forêts et milieux semi-naturels (96,5 % en 2018), une proportion identique à celle de 1990 (96,5 %). La répartition détaillée en 2018 est la suivante : 
milieux à végétation arbustive et/ou herbacée (53,8 %), forêts (39,6 %), prairies (3,5 %), espaces ouverts, sans ou avec peu de végétation (3 %).
L'IGN met par ailleurs à disposition un outil en ligne permettant de comparer l’évolution dans le temps de l’occupation des sols de la commune (ou de territoires à des échelles différentes). Plusieurs époques sont accessibles sous forme de cartes ou photos aériennes : la carte de Cassini (XVIIIe siècle), la carte d'état-major (1820-1866) et la période actuelle (1950 à aujourd'hui).

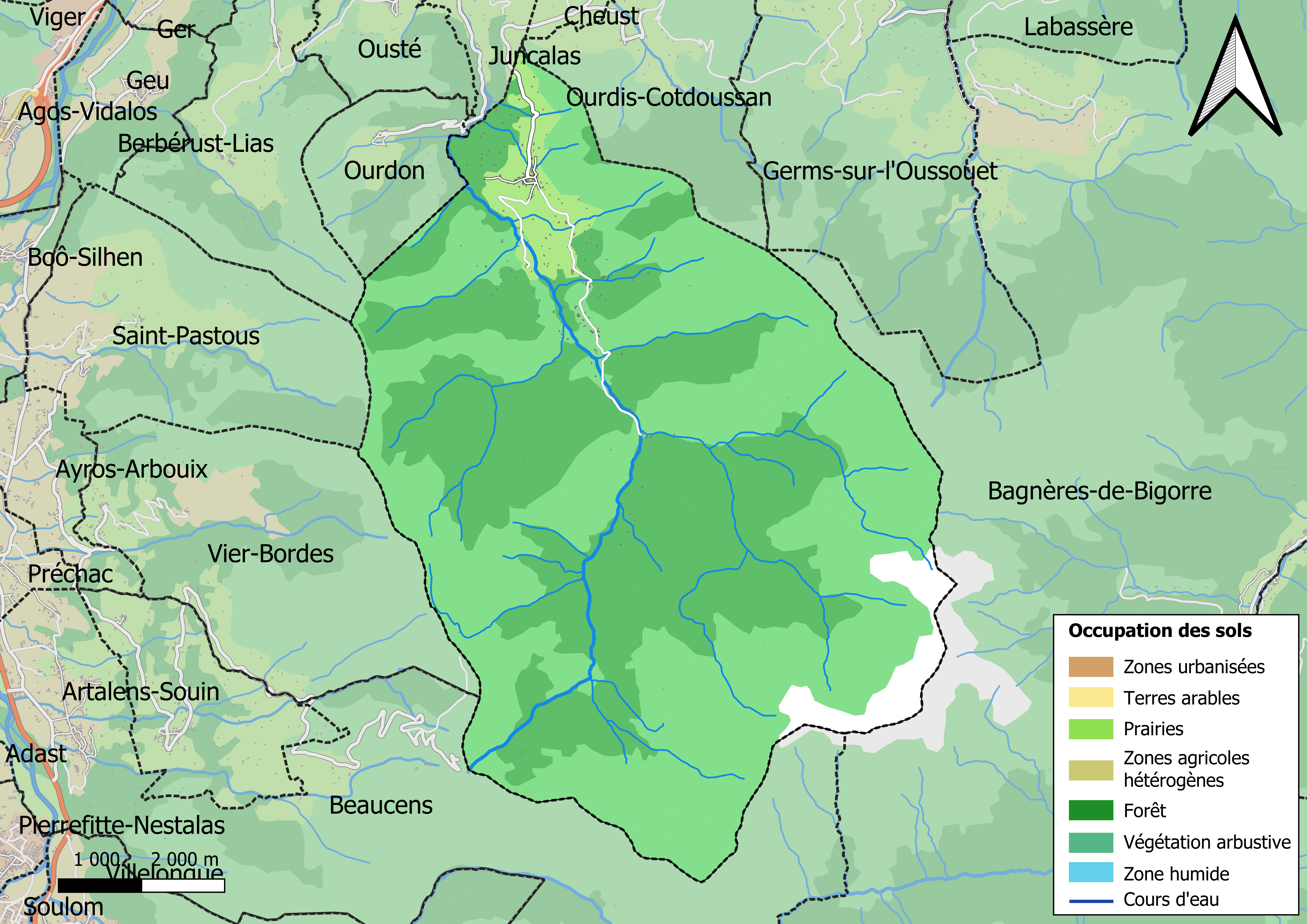
Carte des infrastructures et de l'occupation des sols en 2018 (CLC) de la commune.
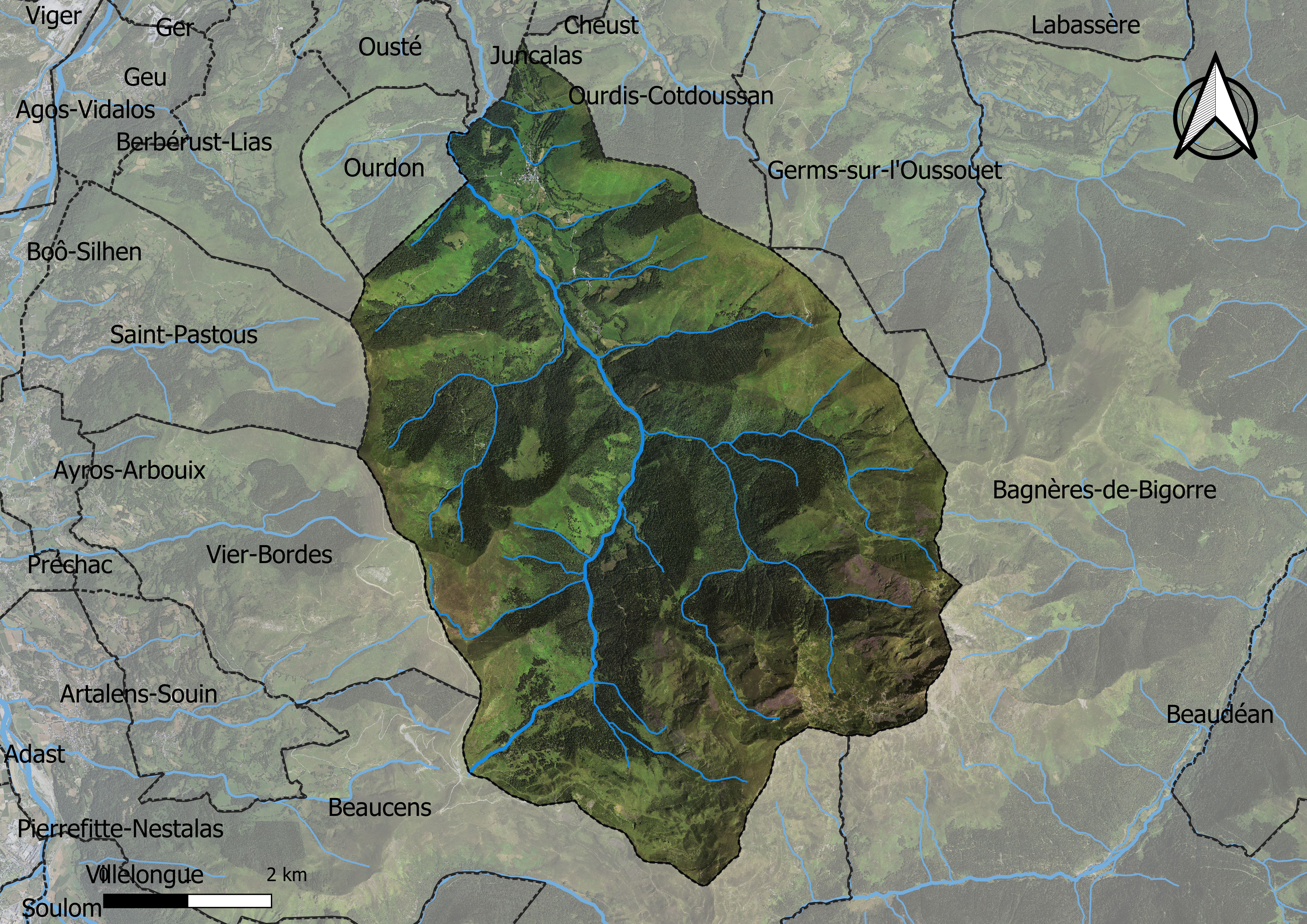
Carte orthophotogrammétrique de la commune.

### Logement
En 2012, le nombre total de logements dans la commune est de 126.

Parmi ces logements, 45,2  % sont des résidences principales, 49,2  % des résidences secondaires  5,6  %  des logements vacants.

### Voies de communication et transports
Cette commune est desservie par la route départementale D 7 dont elle est le point de départ.

### Risques majeurs
Le territoire de la commune de Gazost est vulnérable à différents aléas naturels : météorologiques (tempête, orage, neige, grand froid, canicule ou sécheresse), feux de forêts, mouvements de terrains, avalanche  et séisme (sismicité moyenne). Il est également exposé à un risque particulier : le risque de radon. Un site publié par le BRGM permet d'évaluer simplement et rapidement les risques d'un bien localisé soit par son adresse soit par le numéro de sa parcelle.

#### Risques naturels
Gazost est exposée au risque de feu de forêt. Un plan départemental de protection des forêts contre les incendies a été approuvé par arrêté préfectoral le 21 avril 2020 pour la période 2020-2029. Le précédent couvrait la période 2007-2017. L’emploi du feu est régi par deux types de réglementations. D’abord le code forestier et l’arrêté préfectoral du 27 octobre 2014, qui réglementent l’emploi du feu à moins de 200 m des espaces naturels combustibles sur l’ensemble du département. Ensuite celle établie dans le cadre de la lutte contre la pollution de l’air, qui interdit le brûlage des déchets verts des particuliers. L’écobuage est quant à lui réglementé dans le cadre de commissions locales d’écobuage (CLE)

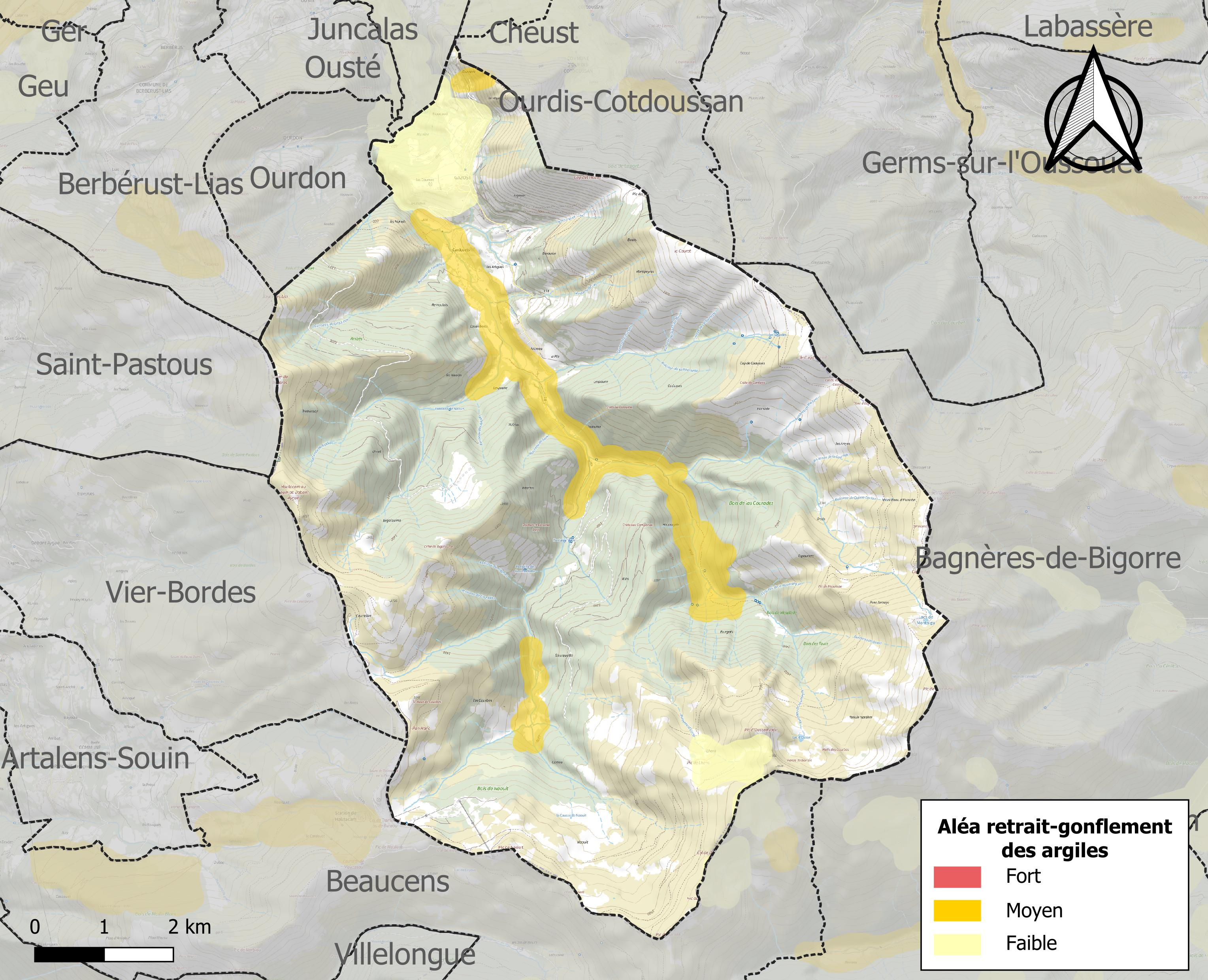
Carte des zones d'aléa retrait-gonflement des sols argileux de Gazost.

Les mouvements de terrains susceptibles de se produire sur la commune sont des mouvements de sols liés à la présence d'argile et des tassements différentiels.
Le retrait-gonflement des sols argileux est susceptible d'engendrer des dommages importants aux bâtiments en cas d’alternance de périodes de sécheresse et de pluie. 6,6 % de la superficie communale est en aléa moyen ou fort (44,5 % au niveau départemental et 48,5 % au niveau national). Sur les 121 bâtiments dénombrés sur la commune en 2019, 17 sont en aléa moyen ou fort, soit 14 %, à comparer aux 75 % au niveau départemental et 54 % au niveau national. Une cartographie de l'exposition du territoire national au retrait gonflement des sols argileux est disponible sur le site du BRGM,.
Par ailleurs, afin de mieux appréhender le risque d’affaissement de terrain, l'inventaire national des cavités souterraines permet de localiser celles situées sur la commune.
La commune a été reconnue en état de catastrophe naturelle au titre des dommages causés par les inondations et coulées de boue survenues en 1982, 1999, 2009, 2015 et 2019. Concernant les mouvements de terrains, la commune a été reconnue en état de catastrophe naturelle au titre des dommages causés par des mouvements de terrain en 1999 et 2015.
La commune est exposée aux risques d'avalanche. Les habitants exposés à ce risque doivent se renseigner, en mairie, de l’existence d’un plan de prévention des risques avalanches (PPRA). Le cas échéant, identifier les mesures applicables à l'habitation, identifier, au sein de l'habitation, la pièce avec la façade la moins exposée à l’aléa pouvant faire office, au besoin, de zone de confinement et équiper cette pièce avec un kit de situation d’urgence,.

#### Risque particulier
Dans plusieurs parties du territoire national, le radon, accumulé dans certains logements ou autres locaux, peut constituer une source significative d’exposition de la population aux rayonnements ionisants. Certaines communes du département sont concernées par le risque radon à un niveau plus ou moins élevé. Selon la classification de 2018, la commune de Gazost est classée en zone 2, à savoir zone à potentiel radon faible mais sur lesquelles des facteurs géologiques particuliers peuvent faciliter le transfert du radon vers les bâtiments.

## Toponymie

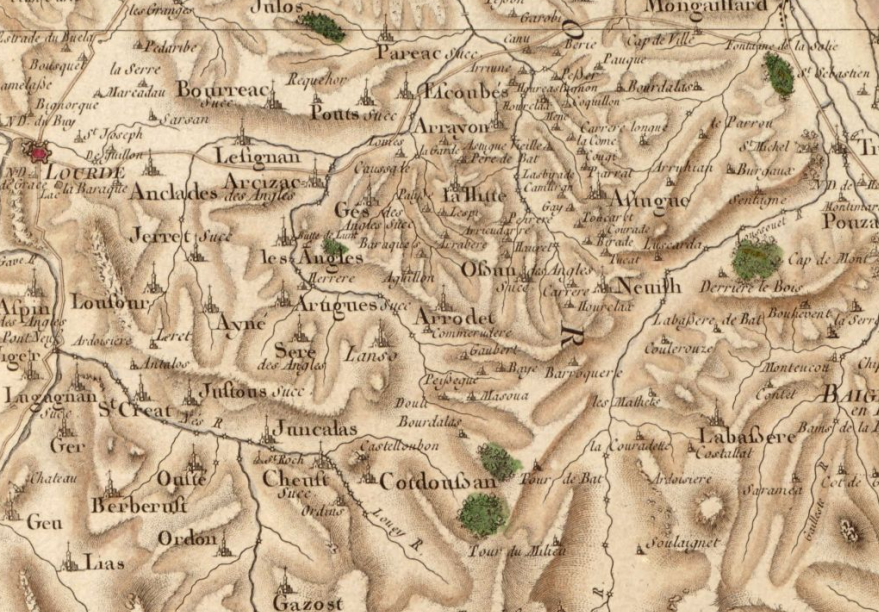
Extrait de la carte de Cassini situant Gazost à l'est de Lourdes.

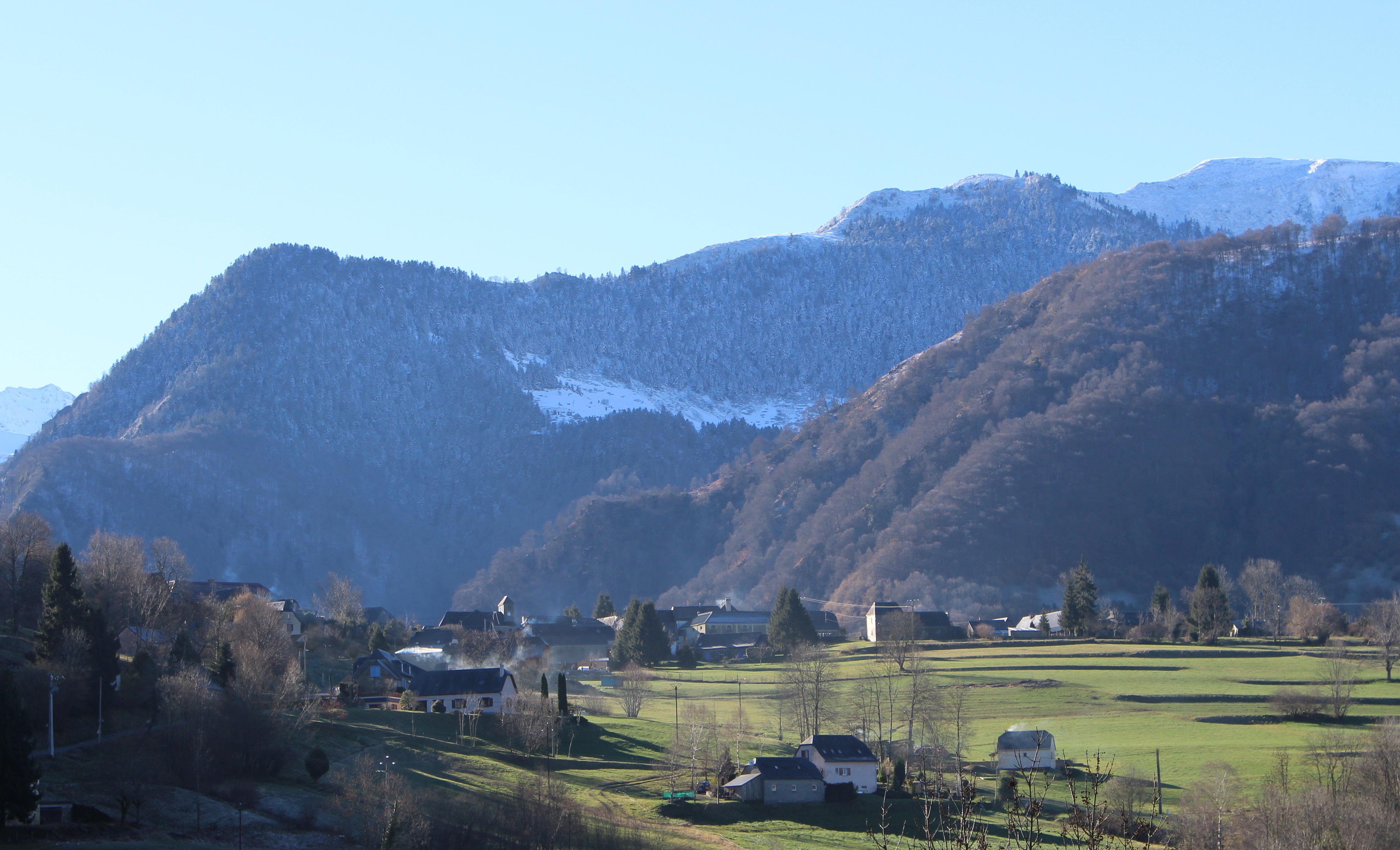
Vue du village.

On trouvera les principales informations dans le Dictionnaire toponymique des communes des Hautes Pyrénées de Michel Grosclaude et Jean-François Le Nail qui rapporte les dénominations historiques du village :
Dénominations historiques :
- Per de Gazost (1294, Livre vert de Bénac) ;
- Gazost (1309, Livre vert Bénac ; 1313, Debita regi Navarre) ;
- Gazost (Debita regi Navarre1338, ibid. ; 1403, ibid.) ;
- Gasost (1313, Livre vert Bénac ; 1384, ibid.) ;
- De Gazosto, latin (1342, pouillé de Tarbes) ;
- de Gasosto, latin (1379, procuration Tarbes) ;
- Gasost (1614, Guillaume Mauran) ;
- Gazos (1768, Duco) ;
- Gazost (fin XVIIIe siècle, carte de Cassini).

Étymologie : nom de personnage non identifié et suffixe pré-latin -òst.

Nom occitan : Gasòst.

## Histoire

### Cadastre napoléonien de Gazost

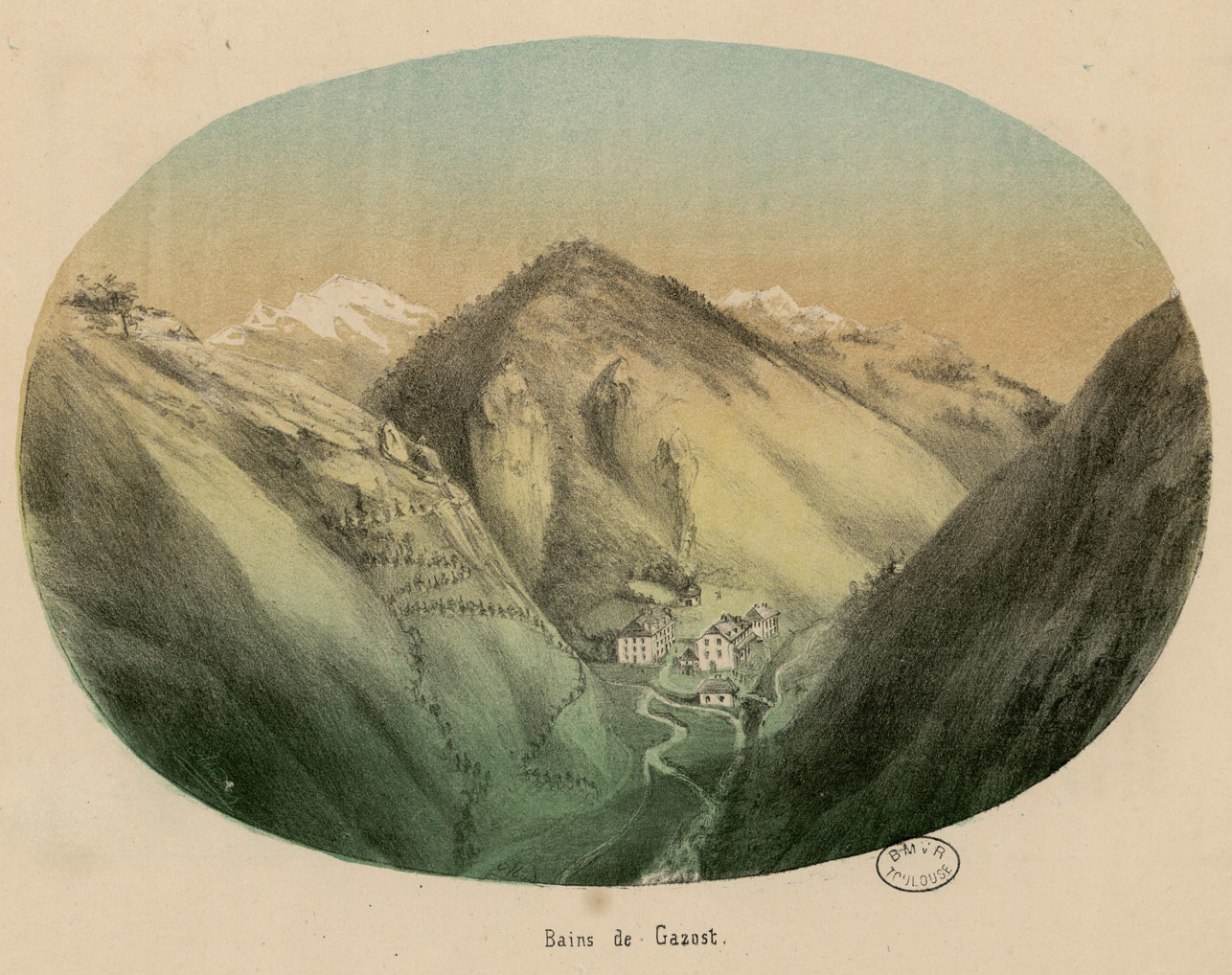
Les bains de Gazost
(aquarelle ancienne).

Le plan cadastral napoléonien de Gazost est consultable sur le site des archives départementales des Hautes-Pyrénées.

## Politique et administration

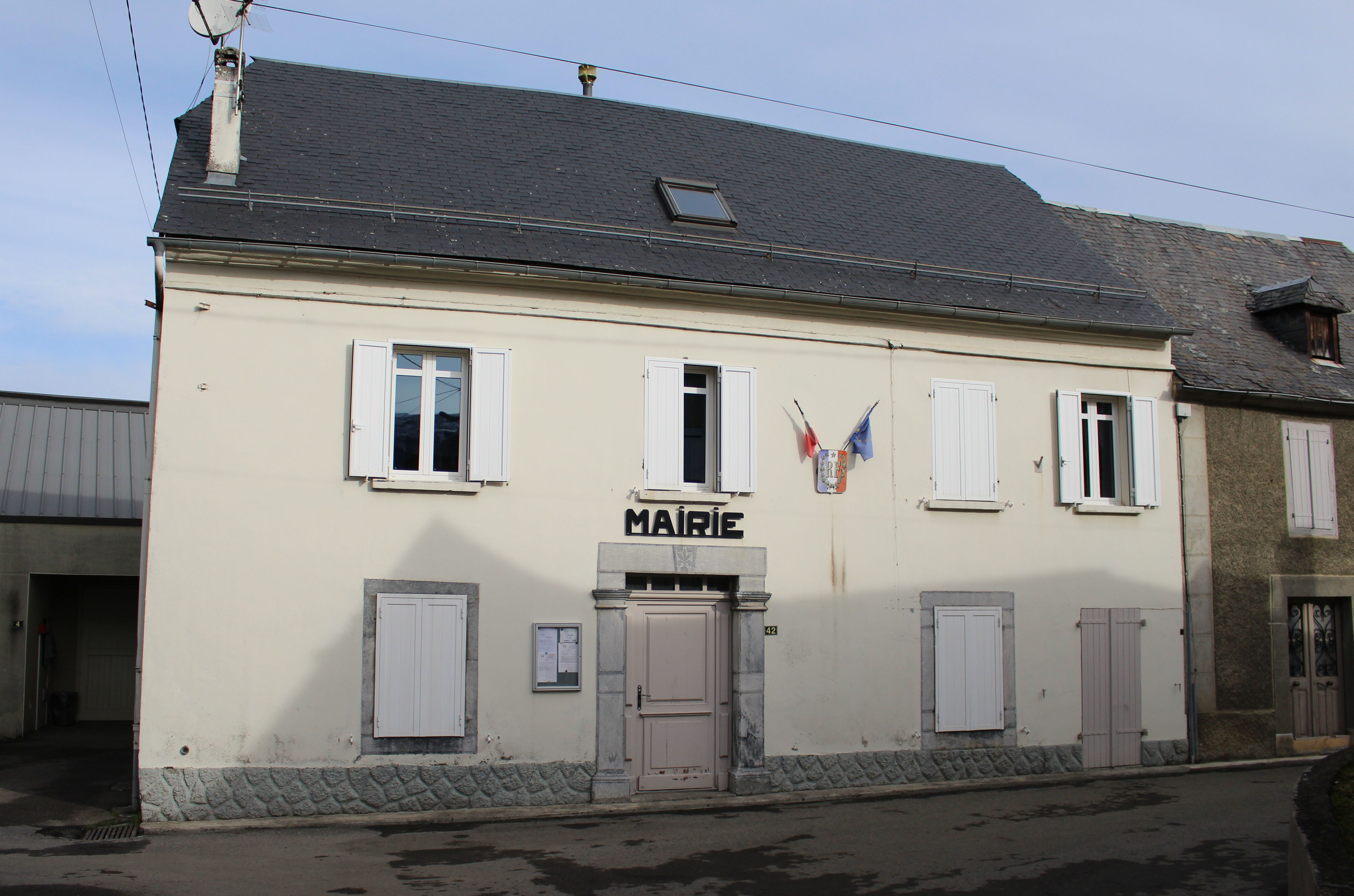
La mairie en 2016.

### Liste des maires
| Période                                  | Période   | Identité      | Étiquette | Qualité |
| ---------------------------------------- | --------- | ------------- | --------- | ------- |
| Les données manquantes sont à compléter. |           |               |           |         |
|                                          |           |               |           |         |
| mars 2001                                | mars 2014 | Louis Courade |           |         |
| mars 2014                                | En cours  | Pierre Darré  |           |         |

### Rattachements administratifs et électoraux

#### Historique administratif
Pays et  sénéchaussée de Bigorre, Lavedan, Estrema de Castelloubon, canton de Juncalas puis de Castelloubon et Batsouriguère (1790), de Lourdes (1802), Lourdes-Est (1973).

#### Intercommunalité
Gazost appartient à la communauté d'agglomération Tarbes-Lourdes-Pyrénées créée en janvier 2017 et qui réunit 86 communes.

## Population et société

### Démographie

#### Évolution démographique
L'évolution du nombre d'habitants est connue à travers les recensements de la population effectués dans la commune depuis 1793. Pour les communes de moins de 10 000 habitants, une enquête de recensement portant sur toute la population est réalisée tous les cinq ans, les populations de référence des années intermédiaires étant quant à elles estimées par interpolation ou extrapolation. Pour la commune, le premier recensement exhaustif entrant dans le cadre du nouveau dispositif a été réalisé en 2007.

En 2022, la commune comptait 129 habitants, en évolution de −2,27 % par rapport à 2016 (Hautes-Pyrénées : +1,59 %, France hors Mayotte : +2,11 %).
| 1793 | 1800 | 1806 | 1821 | 1831 | 1836 | 1841 | 1846 | 1851 |
| ---- | ---- | ---- | ---- | ---- | ---- | ---- | ---- | ---- |
| 407  | 302  | 400  | 391  | 398  | 442  | 479  | 441  | 454  |

| 1856 | 1861 | 1866 | 1872 | 1876 | 1881 | 1886 | 1891 | 1896 |
| ---- | ---- | ---- | ---- | ---- | ---- | ---- | ---- | ---- |
| 458  | 502  | 573  | 505  | 504  | 487  | 488  | 441  | 434  |

| 1901 | 1906 | 1911 | 1921 | 1926 | 1931 | 1936 | 1946 | 1954 |
| ---- | ---- | ---- | ---- | ---- | ---- | ---- | ---- | ---- |
| 392  | 405  | 357  | 325  | 297  | 286  | 276  | 228  | 211  |

| 1962 | 1968 | 1975 | 1982 | 1990 | 1999 | 2006 | 2007 | 2012 |
| ---- | ---- | ---- | ---- | ---- | ---- | ---- | ---- | ---- |
| 190  | 159  | 125  | 125  | 135  | 117  | 135  | 138  | 138  |

| 2017 | 2022 | - | - | - | - | - | - | - |
| ---- | ---- | - | - | - | - | - | - | - |
| 126  | 129  | - | - | - | - | - | - | - |

### Enseignement
La commune dépend de l'académie de Toulouse. Elle ne dispose plus d'école en 2016.

## Économie

### Emploi
|                | 2008  | 2013  | 2018  |
| -------------- | ----- | ----- | ----- |
| Commune        | 3,1 % | 4,4 % | 3,9 % |
| Département    | 7,7 % | 9,4 % | 9,8 % |
| France entière | 8,3 % | 10 %  | 10 %  |

En 2018, la population âgée de 15 à 64 ans s'élève à 75 personnes, parmi lesquelles on compte 76,3 % d'actifs (72,4 % ayant un emploi et 3,9 % de chômeurs) et 23,7 % d'inactifs,. Depuis 2008, le taux de chômage communal (au sens du recensement) des 15-64 ans est inférieur à celui de la France et du département.
La commune fait partie de la couronne de l'aire d'attraction de Lourdes, du fait qu'au moins 15 % des actifs travaillent dans le pôle,. Elle compte 11 emplois en 2018, contre 10 en 2013 et 9 en 2008. Le nombre d'actifs ayant un emploi résidant dans la commune est de 55, soit un indicateur de concentration d'emploi de 20 % et un taux d'activité parmi les 15 ans ou plus de 53,2 %.
Sur ces 55 actifs de 15 ans ou plus ayant un emploi, 10 travaillent dans la commune, soit 18 % des habitants. Pour se rendre au travail, 96,4 % des habitants utilisent un véhicule personnel ou de fonction à quatre roues et 3,6 % s'y rendent en deux-roues, à vélo ou à pied.

## Culture locale et patrimoine

### La stèle gallo-romaine de Gazost[47]

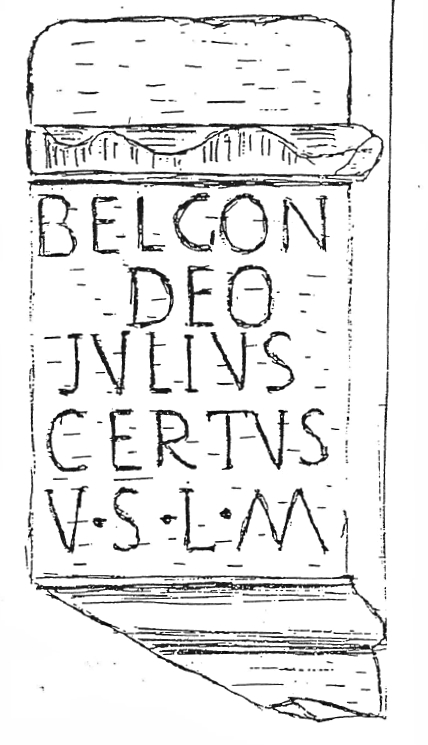
Dessin de la stèle gallo-romaine de Gazost, d'après une photographie - 1995 - Georges Bertrand (1920-1999).

La pierre de Gazost était un ancien Ex-Voto romain. Les dimensions de cette stèle pouvaient être de 40 centimètres sur 20 centimètres. Elle était incluse dans l'ancien mur du presbytère (détruit désormais et qui a fait place au parking du gite rural), côté rue, face à l'entrée du cimetière.
La pierre a été descellée et volée la nuit du 26 août 1967. Ce vol est une perte culturelle considérable, car cette stèle apportait la preuve du passage des légions romaines dans les environs du village de Gazost (vallée de Casteloubon), probablement attirées par la présence de sources d'eaux sulfureuses.
La photographie de la pierre est exposée dans la salle de la mairie de Gazost.

#### Inscription et signification
BELCON DEO JULIUS CERTUS
Le citoyen Julius Certus a offert au dieu Belcon (divinité agreste) un sacrifice mérité, en toute liberté.

#### Contexte historique
Julius Certus était une colon romain, arrivé dans la région dans les premières années de l'occupation de l'aquitaine (année 56 avant J.-C.). Il appartenait aux légions du proconsul Crassus Marcus Vinicius (115-53 avant J.-C.), membre du triumvirat chargé de l’expédition contre les Parthes. Il est mort dans un guet-apens.
Le dieu topique Belco est, à l'époque romaine, invoqué par le peuple gallo-romain.

### Lieux et monuments

Sélection de vues de l'église Saint-Jean-Baptiste en 2016.
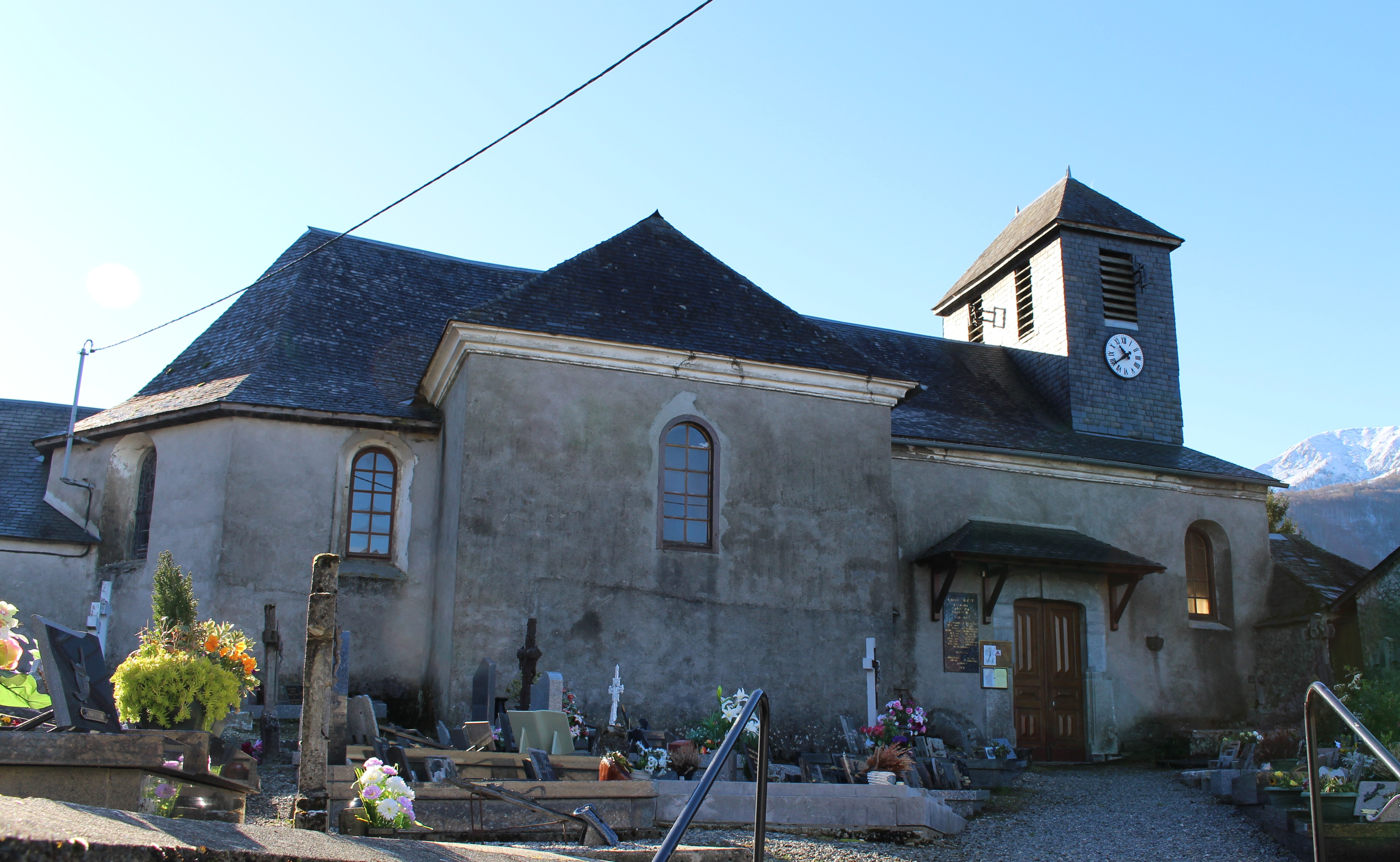
Entrée nord.
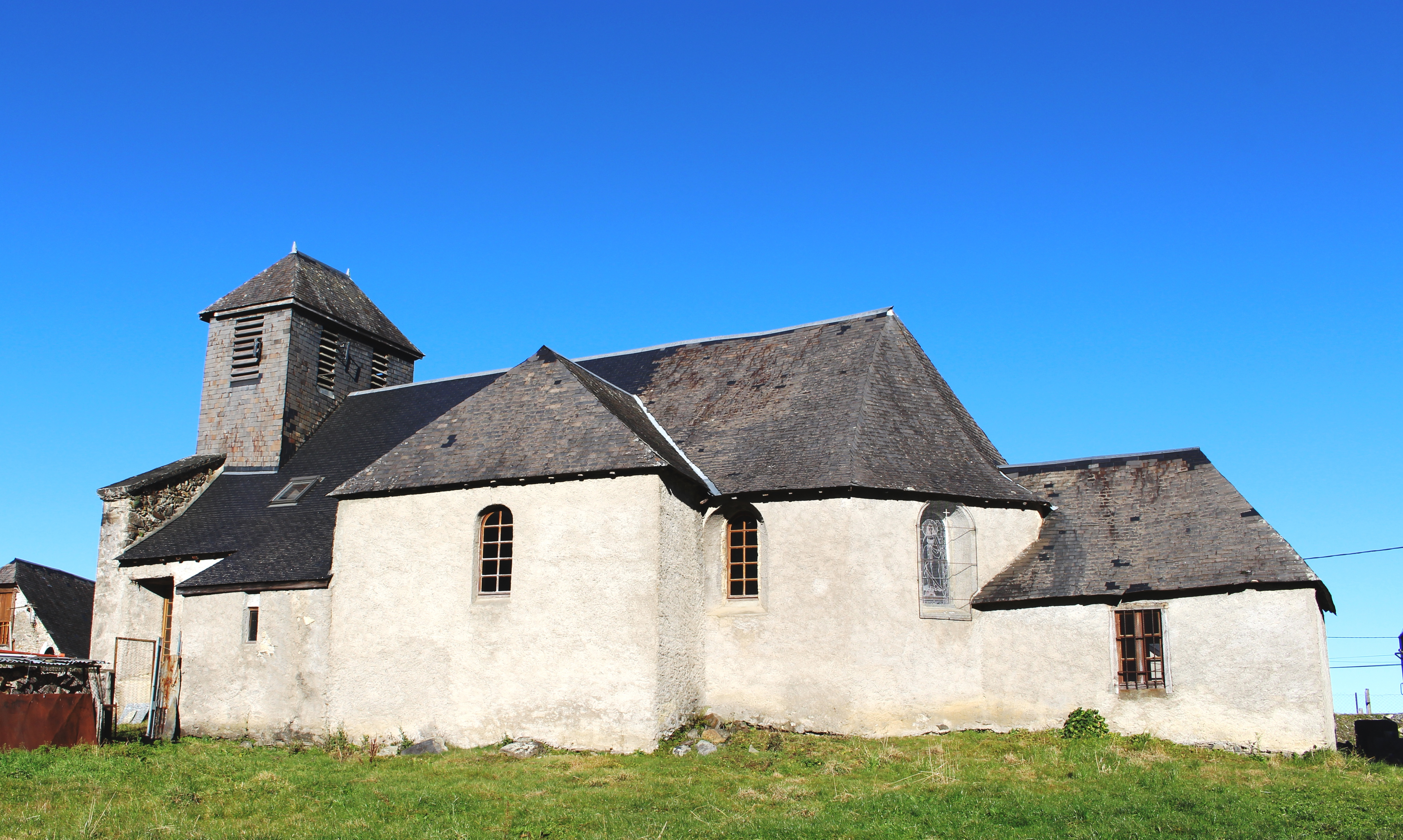
Façade sud.

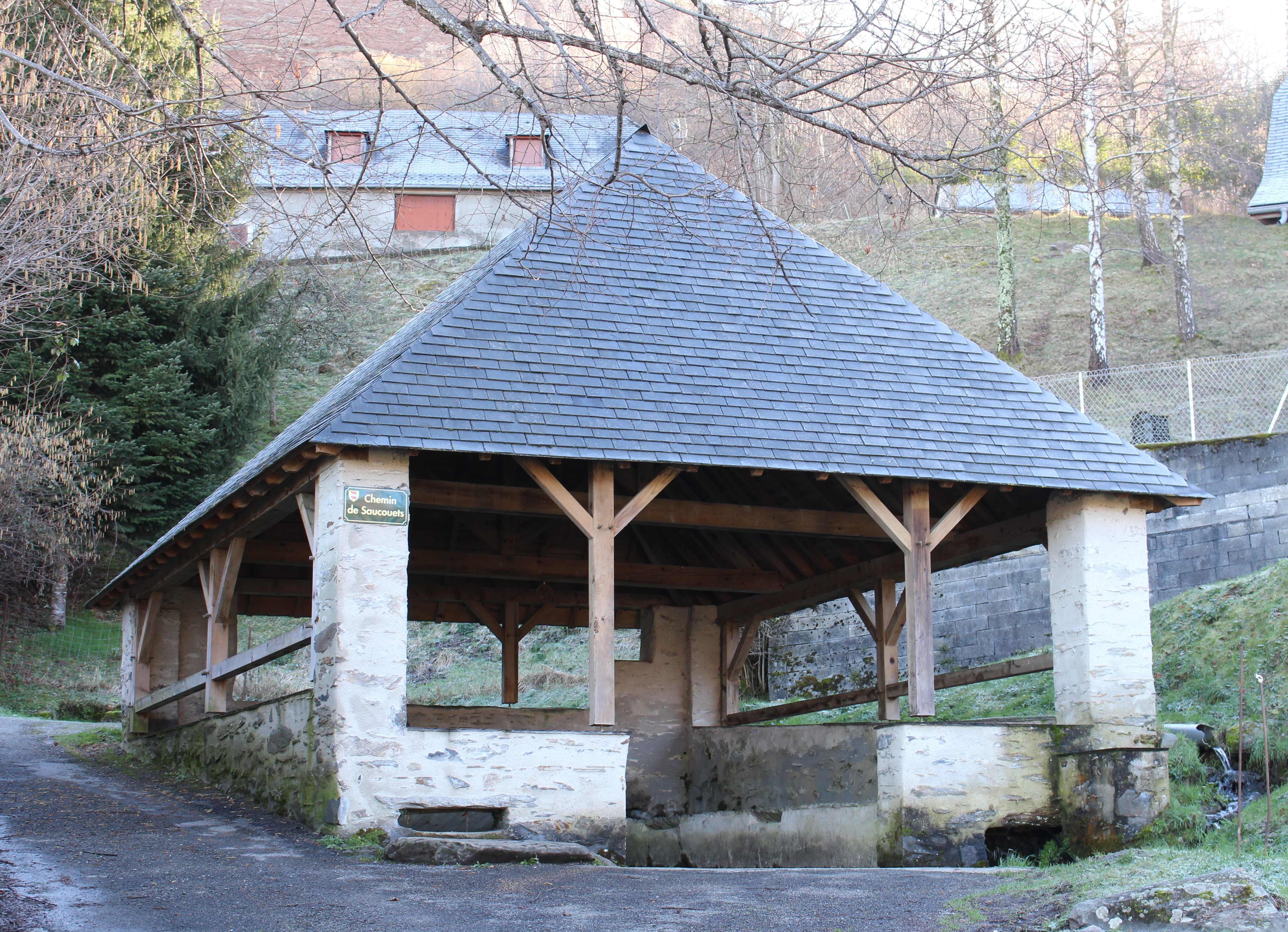
Le lavoir en 2016.

- Église Saint-Jean-Baptiste de Gazost.
- Lavoir.
- Sources sulfureuses : Hount Pudio, Nabias, Source noire, Source Bagneroles[48],[49].
- Le territoire de la commune compte plusieurs mines, toutes de taille réduite. Certaines sont toujours accessibles.

### Héraldique
| Blason | Blasonnement : D'or à deux vaches de gueules, clarinées d'azur, passant l'une sur l'autre. Commentaires : vérifié auprès de la mairie. |

### Origine du blason[47]
Dès le Moyen Âge, on parle des vaches laitières du Castelloubon et du beurre de Gazost. Louis De Froidour mentionne le beurre de Gazost dans l'une de ses chroniques de voyage « Païs de Bigorro » : 
lou burré de Gazos en Lavedan.
Voici donc une origine probable du blason écu à fond d'or (revenus importants) orné de deux vaches de gueules (rouges) cornées et sabotées d'azur (bleu).

## Voir aussi

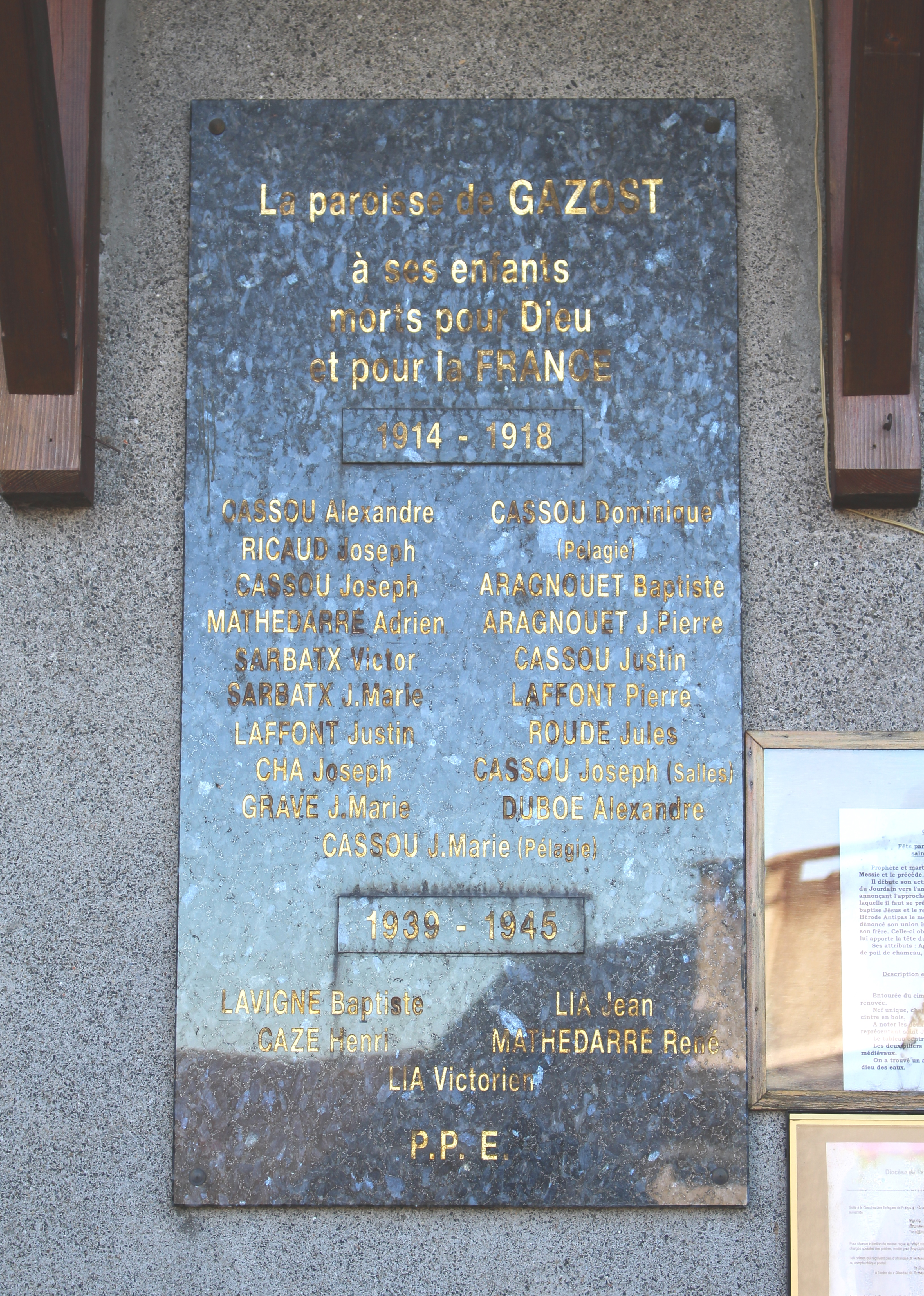
Le monument aux morts municipal.